# Mentha requienii
Mentha requienii Benth. är en kransblommig växta som ingår i släktet myntor och familjen kransblommiga växter. Det svenska namnet är krypmynta.

## Beskrivning
IUCN kategoriserar arten globalt som livskraftig.

## Underarter
- Mentha requienii subsp. bistaminata Mannocci & Falconcini, 1985
- Mentha requienii subsp. requienii
  - Synonym Mentha requienii var. pilosula, 1909
- Mentha requienii var. obovata (Gand.) Litard.
- Mentha requienii var. requienii

## Habitat
Ursprunglig på Korsika; i Italien på några öar utanför Toscana och på Sardinien.
Finns sparsamt i Belgien samt här och var i Storbritannien.
Hemort på Korsika antyds av växtens engelska namn: Corsican mint och det italienska namnet: Menta corsicana.
I Oregon, USA odlas en förädlad sort av Mentha requienii.
Finns odlad i Bergianska Trädgården i Stockholm.

## Bilder

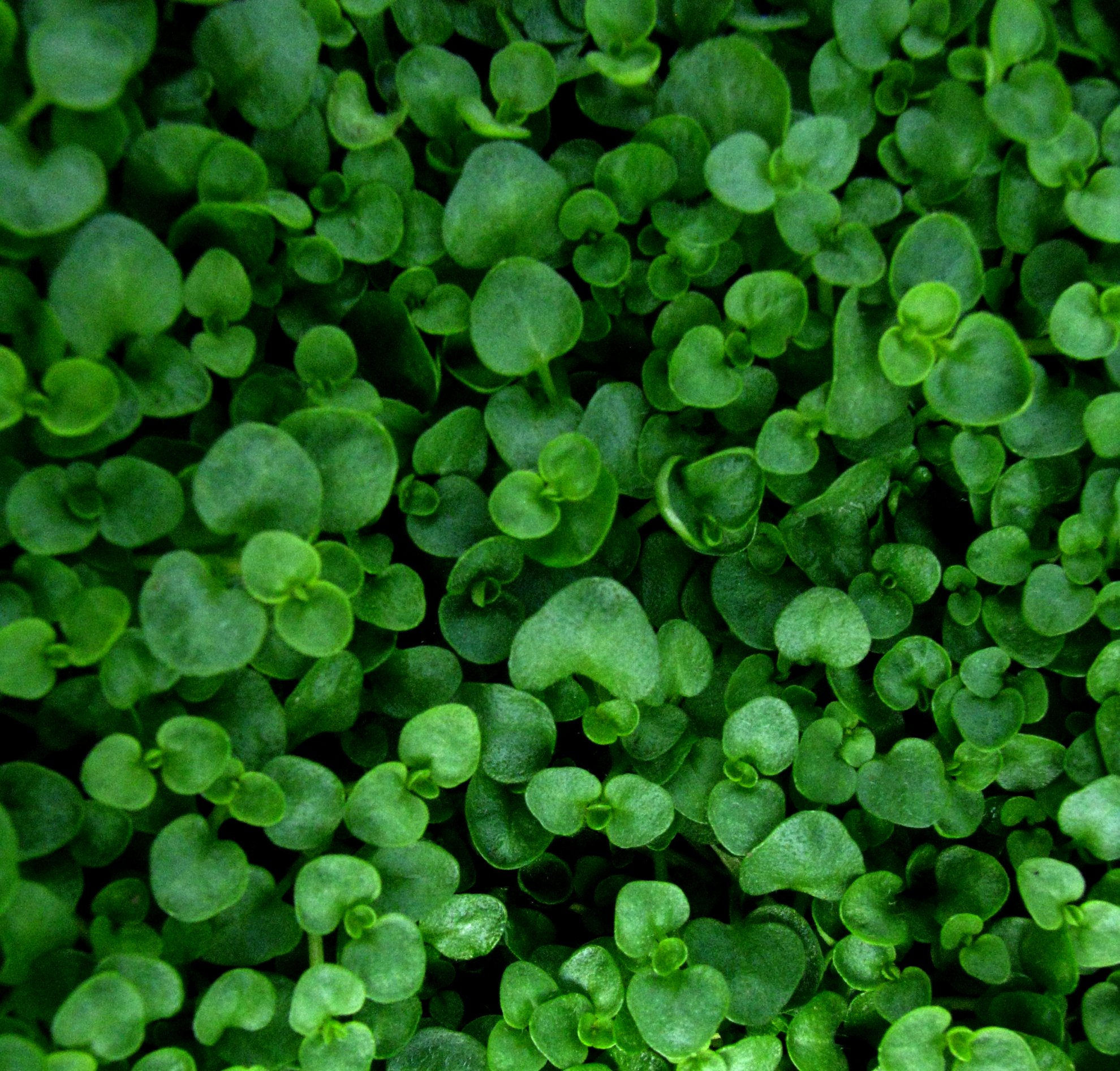
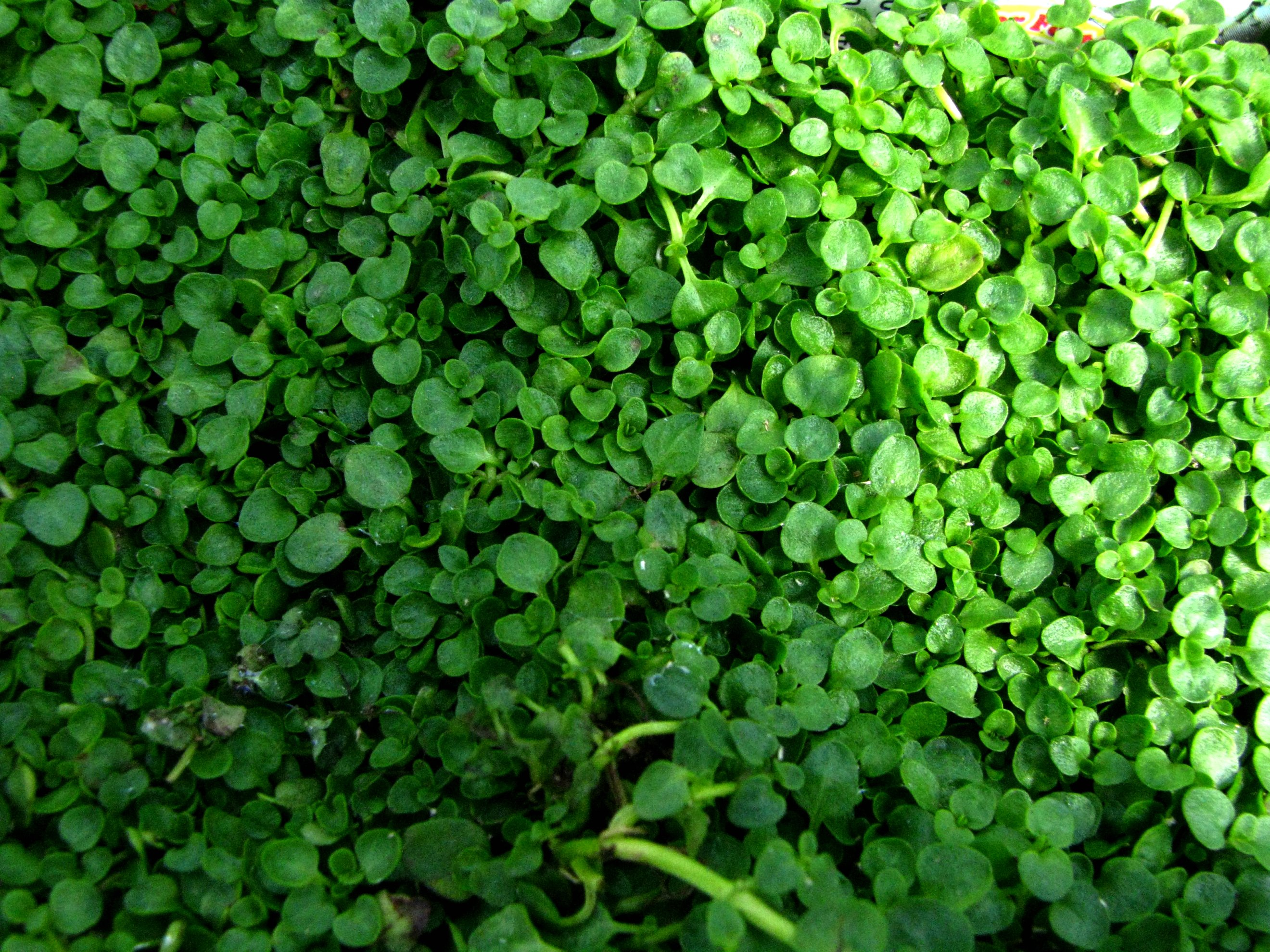
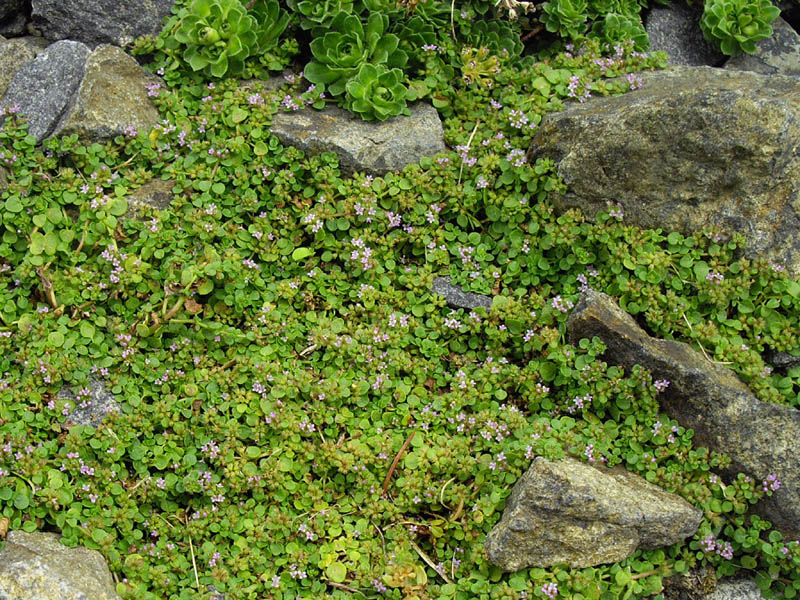
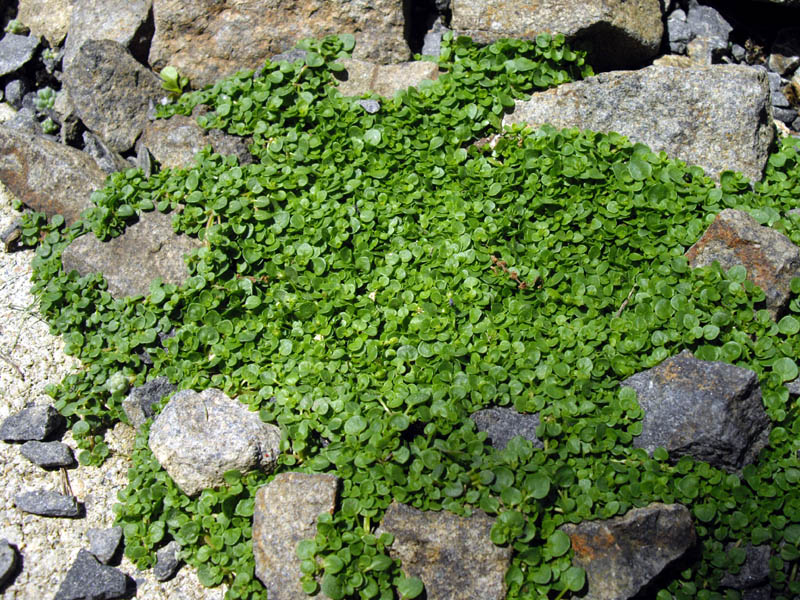
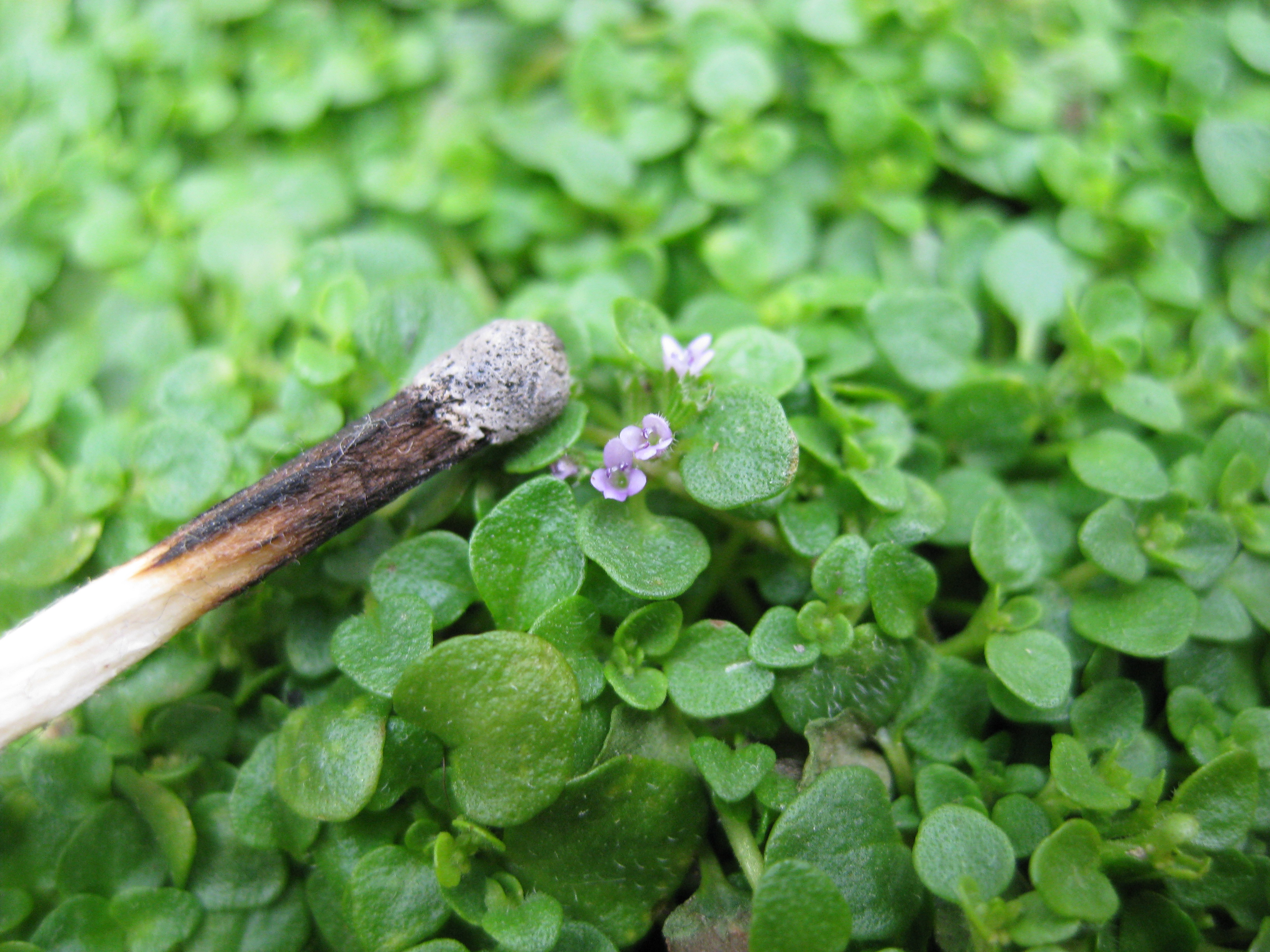
En avbränd tändsticka som storleksjämförelse.